# Delphyre trinita
Delphyre trinita är en fjärilsart som beskrevs av William Schaus 1901. Delphyre trinita ingår i släktet Delphyre och familjen björnspinnare. Inga underarter finns listade i Catalogue of Life.